# Chúng ta (album)
Chúng ta là đĩa mở rộng sắp phát hành của ca sĩ kiêm sáng tác nhạc người Việt Nam Sơn Tùng M-TP, phát hành bởi M-TP Entertainment. Chúng ta sẽ được phát hành như là bản phát hành đầy đủ được thu âm kể từ album tuyển tập đầu tiên của anh, m-tp M-TP (2017), đây cũng là đĩa mở rộng thứ hai trong sự nghiệp của Sơn Tùng M-TP, sau Sky Decade (2022). Do diễn biến phức tạp của đại dịch COVID-19, những kế hoạch của Sơn Tùng M-TP đã bị ảnh hưởng khá nhiều và album đã bị lùi lại thời gian phát hành so với dự kiến ban đầu.
EP bao gồm 3 đĩa đơn, 2 đĩa đơn đầu tiên được phát hành, bao gồm "Chúng ta của hiện tại" và "Chúng ta của tương lai" đều đạt những thành công thương mại đáng kể.

## Bối cảnh
Sau khi phát hành album m-tp M-TP với 2 đĩa đơn quảng bá là "Lạc trôi" và "Nơi này có anh" vào ngày 1 tháng 4 năm 2017, Sơn Tùng M-TP đã quyết định ra mắt đĩa đơn quảng bá thứ ba được trích ra từ album là "Remember Me" vào ngày 22 tháng 8. Ngày 11 tháng 5 năm 2018, Sơn Tùng M-TP phát hành đĩa đơn "Chạy ngay đi" mà không cho biết nó được trích ra từ album nào. Sau đó hơn một năm, vào ngày 1 tháng 7 năm 2019, Sơn Tùng M-TP cho ra đĩa đơn tiếp theo "Hãy trao cho anh" hợp tác với Snoop Dogg. Hai đĩa đơn này đã được thông báo sẽ nằm trong album nhạc phim Sky Tour của Sơn Tùng M-TP.
Ngày 18 tháng 12 năm 2019, Sơn Tùng M-TP đã tổ chức buổi họp báo công bố chiến lược phát triển và ra mắt sản phẩm của M-TP Entertaiment trong năm 2020 với tư cách là chủ tịch công ty. Tùng cho biết sẽ phát hành lần lượt ba đĩa đơn mới với ba thể loạt nhạc khác nhau, thậm chí sẽ cố gắng cho ra mắt nhiều ca khúc hơn nữa nếu có thể. Bên cạnh đó, Sơn Tùng M-TP dự kiến phát hành album Chúng ta, đây là album phòng thu tiếp theo của nam ca sĩ kể từ m-tp M-TP được phát hành vào năm 2017. Ngoài các dự án về sản phẩm âm nhạc, Sky Tour 2020 cũng được Sơn Tùng M-TP công bố sớm hơn mọi năm và sẽ có thêm một Year End Concert riêng vào cuối năm 2020.
Vào ngày 28 tháng 3 năm 2020, nhà sản xuất âm nhạc Masew đã đăng lên các phương tiện truyền thông xã hội của mình một bức ảnh ghi lại đoạn tin nhắn của anh với Sơn Tùng M-TP, cộng đồng mạng cho rằng sẽ có một cuộc hợp tác giữa họ trong tương lai. Sau đó, Sơn Tùng M-TP phát hành phim tài liệu điện ảnh Sky Tour cùng album nhạc phim vào ngày 12 tháng 6 năm 2020, thông báo trước một vài thông tin về album Chúng ta.
Ngày 23 tháng 6 năm 2020, Sơn Tùng M-TP xác nhận chuẩn bị trở lại với đĩa đơn "Có chắc yêu là đây", "món quà thứ hai trong năm 2020" dành tặng cho người hâm mộ qua những bức ảnh hoa hồng trên các nền tảng mạng xã hội cá nhân. Một đoạn trailer về video âm nhạc của bài hát này đã được đăng tải lên trên tài khoản YouTube của anh vào lúc 20 giờ ngày 29 tháng 6 năm 2020, cho biết rằng nó sẽ được phát hành vào ngày 5 tháng 7 năm 2020. Ở phần cuối của video âm nhạc cho bài hát này, Sơn Tùng M-TP xác nhận EP Chúng ta, dự án thực sự của Sơn Tùng M-TP sẽ ra mắt trong thời gian sớm nhất.

## Phát hành
Cùng với việc phát hành "lead single" (đĩa đơn mở đường) "Chúng ta của hiện tại", Sơn Tùng M-TP đã công bố bìa EP.
Đến 0 giờ ngày 8/3 năm 2024, đĩa đơn tiếp theo mang tên "Chúng ta của tương lai" được ra mắt để tiếp nối ca khúc "Chúng ta của hiện tại" và gia nhập đường đua âm nhạc và đạt top 1 trending music chỉ sau ngày đầu ra mắt

## Quảng bá
Sơn Tùng M-TP đã tổ chức chuyến lưu diễn vòng quanh Việt Nam Sky Tour vào năm 2019. Hiện chuyến lưu diễn tạm kết thúc chặng 1 với buổi diễn tại Hà Nội. Chặng 2 sẽ diễn ra vào năm 2020 với mục đích quảng bá cho album. Tuy nhiên, chặng này đã bị huỷ do đại dịch Covid-19.

## Danh sách bài hát
1. "Chúng ta của hiện tại"
2. "Chúng ta của tương lai"

## Đội ngũ sản xuất
- Sơn Tùng M-TP – ca sĩ, nhạc sĩ
- Onionn - nhà sản xuất âm nhạc